# La Chapelle-du-Mont-de-France
La Chapelle-du-Mont-de-France is een gemeente in het Franse departement Saône-et-Loire (regio Bourgogne-Franche-Comté) en telt 172 inwoners (1999). De plaats maakt deel uit van het arrondissement Mâcon.

## Geografie
De oppervlakte van La Chapelle-du-Mont-de-France bedraagt 9,2 km², de bevolkingsdichtheid is 18,7 inwoners per km².
De onderstaande kaart toont de ligging van La Chapelle-du-Mont-de-France met de belangrijkste infrastructuur en aangrenzende gemeenten.

## Demografie
Onderstaande figuur toont het verloop van het inwonertal (bron: INSEE-tellingen).

1. ↑  Populations de référence 2022.